# قلعه مالویل

چاپ اول (انتشارات گالیمار)

قلعه مالویل (انگلیسی: Malevil)، یک رمان علمی تخیلی توسط نویسنده فرانسوی روبر مرل است که در سال ۱۹۷۲ منتشر شد. فیلم قلعه مالویل در سال ۱۹۸۱ به کارگردانی کریستین دو شالونگ و با بازی میشل سرو، ژاک دوترون، ژاک ویره و ژان-لویی ترنتینیان برگرفته از این رمان ساخته شد.